# DNL 2006/07
Die Saison 2006/07 ist die sechste Spielzeit seit der Gründung der Deutschen Nachwuchsliga, der höchsten Nachwuchsliga im deutschen Eishockey.

## Teilnehmer
- EC Bad Tölz
- SC Bietigheim
- Eisbären Juniors Berlin
- Düsseldorfer EG (Aufsteiger)
- SC Riessersee
- Kölner EC
- Krefelder EV
- EV Landshut
- Heilbronner EC/Jungadler Mannheim
- Starbulls Rosenheim

## Modus
Die Vorrunde wurde als Doppelrunde ausgespielt.
Anschließend spielten die Mannschaften auf Platz 1 bis 8 die Playoffs während die Mannschaft auf Platz 10 sportlich aus der Liga abstieg.
Als Meister der Jugendbundesliga 2006/07 nahm der ESV Kaufbeuren die Aufstiegsmöglichkeit in die DNL wahr.

## Tabelle nach der Vorrunde
| Pl. | Mannschaft                        | Sp | S  | U | N | T   | GT  | Pkt |
| --- | --------------------------------- | -- | -- | - | - | --- | --- | --- |
| 1.  | Heilbronner EC/Jungadler Mannheim | 36 | 30 | 2 | 0 | 189 | 67  | 92  |
| 2.  | Kölner EC                         | 36 | 24 | 5 | 1 | 145 | 84  | 78  |
| 3.  | Eisbären Juniors Berlin           | 36 | 20 | 4 | 1 | 135 | 119 | 65  |
| 4.  | Krefelder EV                      | 36 | 18 | 3 | 0 | 126 | 124 | 57  |
| 5.  | EV Landshut                       | 36 | 13 | 8 | 5 | 121 | 119 | 52  |
| 6.  | Starbulls Rosenheim               | 36 | 14 | 6 | 3 | 144 | 131 | 51  |
| 7.  | EC Bad Tölz                       | 36 | 13 | 7 | 4 | 143 | 138 | 50  |
| 8.  | Düsseldorfer EG                   | 36 | 12 | 4 | 4 | 125 | 152 | 44  |
| 9.  | SC Riessersee                     | 36 | 11 | 5 | 4 | 112 | 142 | 42  |
| 10. | SC Bietigheim                     | 36 | 2  | 2 | 1 | 76  | 240 | 9   |

## Playoffs

### Viertelfinale
- Heilbronner EC/Jungadler Mannheim – Düsseldorfer EG 2:0 (4:3 n. V., 4:2)
- Kölner EC – EC Bad Tölz 2:0 (6:4, 5:3)
- Eisbären Juniors Berlin – Starbulls Rosenheim 1:2 (3:5, 4:1, 3:6)
- Krefelder EV – EV Landshut 2:0 (3:1, 5:4)

### Halbfinale
- Heilbronner EC/Jungadler Mannheim – Starbulls Rosenheim 2:0 (6:1, 6:0)
- Kölner EC – Krefelder EV 2:0 (4:2, 6:4)

### Finale
- Heilbronner EC/Jungadler Mannheim – Kölner EC 0:2 (1:3, 3:4 n. V.)